# Arrondissements du Cantal

Les trois arrondissements du Cantal en région Auvergne-Rhône-Alpes, en 2017.

Le département du Cantal comprend trois arrondissements.

## Composition
| Nom                           | Code Insee | Superficie (km2) | Population (dernière pop. légale) | Densité (hab./km2) | Modifier             |
| ----------------------------- | ---------- | ---------------- | --------------------------------- | ------------------ | -------------------- |
| Arrondissement d'Aurillac     | 151        | 1 936,90         | 82 808 (2022)                     | 43                 | modifier les données |
| Arrondissement de Mauriac     | 152        | 1 278,50         | 24 990 (2022)                     | 20                 | modifier les données |
| Arrondissement de Saint-Flour | 153        | 2 510,60         | 36 601 (2022)                     | 15                 | modifier les données |
| Cantal                        | 15         | 5 726,00         | 144 399 (2022)                    | 25                 | modifier les données |

## Histoire
- 1790 : création du département avec quatre districts : Aurillac, Mauriac, Murat, Saint-Flour
- 1800 : création des arrondissements : Aurillac, Mauriac, Murat, Saint-Flour
- 1926 : suppression de l'arrondissement de Murat (intégré à celui de Saint-Flour)